# George Karl
George Matthew Karl (rođen 12. svibnja.1951.) bivši je NBA košarkaš. 
Trenutno je košarkaški trener momčadi Denver Nuggets

## Denver
2005. je preuzeo posao od privremenog trenera Michael Cooper 27. siječnja i vodio je momčad s izvrsnim rezultatima. Dana 27. srpnja 2005 George Karl je dobio rak prostate. Karl je uživao slavu svoje karijere s Denver Nuggetsima, vodeći ih do 32-8 rekorda u drugoj polovici 2004-05 sezone.Dana 28. prosinca 2006, Karl je postao tek 12. trener u povijesti NBA s 800 pobjeda kad su Denver Nuggetsi pobijedili Seattle SuperSonicse 112-98. 
Na dan 31. prosinca 2008, Karl je dosegao 900. trenersku karijeru pobjedom s njegovim Denver Nuggetsima pobjedom protiv Toronto Raptorsa, 114-107. 
Tijekom 2008-09 sezone, Denver Nuggetsi, predvođeni Karlom, Carmelo Anthonyjem, i novostečenim Chauncey Billupsom ušli su u doigravanje kao drugoplasirani na zapadu. Dana 27. travnja 2009., Nuggetsi su pobijedili New Orleans Hornetse 58 razlike prvog kruga doigravanja. To je najveća koš-razlika u povijesti NBA doigravanja. Nuggetsi su pobijedili Dallas Maverickse u 5 utakmica u polufinalu, a zatim su u finalu izgubili od Los Angeles Lakersa.
Karl je izabran za trenera Zapadne konferencije na All-Stars utakmici u 2010. 14. veljače u Cowboys stadionu u Arlingtonu, Texas. To je bio njegov četvrti izbor, a njegov prvi otkako je napustio Seattle. 
Nakon što je završila 2010 NBA All-Star utakmica, otkriveno je na konferenciji za novinare da je treneru Karlu dijagnosticirana rak grla. Karl je bio stavljen na dopust s Nuggetsima, dok se liječi.